# 斯莫罗季诺农村居民点 (雅科夫列沃区)
斯莫罗季诺农村居民点（俄语：Смородинское сельское поселение）是俄罗斯联邦别尔哥罗德州雅科夫列沃区所属的一个农村居民点。其下辖有4个居民点，行政中心为斯莫罗季诺。据2016年统计，该农村居民点的人口为730人。